# Turnverein Augsburg
Der Turnverein Augsburg 1847 e. V. (kurz TV Augsburg) ist (Stand 8. Mai 2019) mit etwa 5000 Mitgliedern der größte Sport- und Fitnessanbieter in Augsburg.

## Geschichte

### Chronik des Vereins
Ein Jahr nach der Gründung 1847 drohte während der Deutschen Revolution 1848/49 die Auflösung durch die Staatsobrigkeit. Schon früh waren die Mitglieder über das Turnen hinaus aktiv. So hatte neben der Augsburger Freiwilligen Feuerwehr auch die Augsburger Freie Staatskolonne ihren Ursprung im TVA.
Nachdem man zunächst den Ratskeller (heute ein Restaurant) als Turnhalle nutzte, baute man einen eigenen Sportplatz und später eine Turnhalle im Apostelgarten (Platz der heutigen Stadtsparkasse in der Halderstraße). Die finanzielle Lage des Vereins war sehr gut, da viele angesehene Bürger eine Mitgliedschaft besaßen.
Im Ersten Weltkrieg gab es wenige Veränderungen in der Vereinsorganisation. Mit der Machtübernahme der Nationalsozialisten wurde die Eigenständigkeit des TVA schließlich stark eingeschränkt. Zusammen mit anderen Augsburger Vereinen musste man 1941 zum neuen Großverein TSV Schwaben Augsburg fusionieren. Doch schon bald nach dem Zweiten Weltkrieg brach die Zwangsehe wieder auseinander und die Turner beschlossen, den Turnverein Augsburg 1847 wieder selbstständig weiterzuführen.
Seine heutige Heimat in der Gabelsbergerstraße 64 (neben dem Rosenaustadion) fand der TVA schließlich 1962. Dort entstand auf über 30.000 m² ein Sportgelände mit eigener Halle, Gymnastikräumen, Vereinsheim, Tennisplätzen, Rasenfeldern, Skaterbahn, Beachvolleyball-Feld, Gastronomie und Kinderspielplatz.
Auch sportlich kann der TVA auf zahlreiche nationale und internationale Titel in den unterschiedlichsten Sportarten zurückblicken. Zuletzt machte der TVA mit Deutschen Meisterschaften im Faustball, der Rhythmischen Sportgymnastik, im Inline-Skaterhockey und vor allem der Turnerjugend-Gruppenmeisterschaften von sich reden, wo die TVA-Mädchen zwölf Titel in Folge gewinnen konnten.
In der Vergangenheit war der TVA immer wieder Ausrichter großer sportlicher Veranstaltungen von nationaler und internationaler Bedeutung.

### Sportliche Erfolge
Gefördert wird beim TVA die Gruppenarbeit bei den Turnerinnen und der Rhythmischen Sportgymnastik. So haben die Turnerinnen-Gruppen eine Erfolgsserie aufzuweisen, seit 1981 ist die TVA-Turnerinnen-Gruppe bei Deutschen Meisterschaften ungeschlagen. Von 1981 bis 1988 waren sie jeweils Deutscher Pokalsieger im TGW (Turnerjugend-Gruppen-Wettbewerb), einem Mannschafts-4-Kampf. Ab 1989 nahmen dann die Turnerinnen bei der TGM (Turnerjugend-Gruppen-Meisterschaft) teil, bei der 5 Disziplinen zu absolvieren sind und wurden jeweils Deutscher Meister. Dazu kommen die gleiche Anzahl Bayerischer Gruppenmeisterschaften und das gute Abschneiden der Nachwuchsgruppe (Schülerinnen), die auch schon mehrere Bayerische Meisterschaften gewann.
- 2006: Deutscher Meister Skaterhockey (Junioren)
- 2007: Deutscher Meister Skaterhockey (Junioren)
- 2008: Europa-Pokal-Sieger (Junioren)
- 2009: Deutscher Pokalsieger Skaterhockey (Herren)
- 2010: Deutscher Meister Skaterhockey (Schüler)
- 2011: Deutscher Meister Skaterhockey (Herren)
- 2012: Deutscher Meister Skaterhockey (Herren)
- 2013: Europa-Pokal-Sieger (Herren)
- 2014: Europa-Pokal-Sieger (Herren)

### Ausrichter großer Sportveranstaltungen
Der Turnverein Augsburg 1847 e. V. ist in seiner Geschichte Veranstalter für viele nationale und internationale Wettbewerbe gewesen. Nachfolgende Liste stellt eine Auswahl dar:
- 1969: Olympiaausscheidung der Kunstturnerinnen
- 1972: 3-Länderkampf der Kunstturnerinnen Bulgarien – Schweiz – Deutschland
- 1976: Internationales Schauturnen der rumänischen Kunstturnerinnen
- 1984: Deutsche Meisterschaften der Kunstturnerinnen
- 1985: Bezirksturnfest mit über 2000 Teilnehmern
- 1986: Deutsche Meisterschaft der Rhythmischen Sportgymnastik
- 1987: Länderkampf der Kunstturnerinnen Rumänien – Deutschland
- 1989: Deutsche Meisterschaften in Trampolinturnen
- 2008: Deutsche Turngruppenmeisterschaften (TGM/TGW)
- 2015: Deutsche B-Jugend Meisterschaften Damendegen

## Zielsetzung, Konzeption, Organisation
Der Verein setzt das Konzept des familienfreundlichen Sportvereins um, das besonders auf Familien-, Breiten, Fitness- und Gesundheitssport Wert legt. Nach Ansicht der Vereinsführung muss es auch möglich sein, dass alle Familienmitglieder zeitgleich ihren jeweiligen Sportarten nachgehen können. Sport darf die Familie nicht trennen, sondern sollte sie noch enger zusammenführen.
Der TVA ist ein traditioneller Sportverein, darüber hinaus aber auch ein Unternehmen mit mehr als 70 Mitarbeitern im Fitness- und Gesundheitsbereich und über 100 Trainern im gesamten Verein. Dies erfordert eine strukturierte, zielorientierte und professionelle Organisation in Anlehnung an kommerzielle Unternehmen, um den Fortbestand auf diesem Niveau zu sichern. Die Organisation des Vereines ist nach Funktionen ausgerichtet, die sich dann in den Ämtern der Vorstände widerspiegeln. Die Gebiete Recht, Finanzen, Bauwesen, Verbandsarbeit und Wettkampfsport werden ehrenamtlich durch die vier Vorsitzenden, den Finanzverwalter, den Schriftführer, den Referenten für Presse- und Öffentlichkeitsarbeit und den Sportreferenten abgedeckt. Den gesamten Betrieb des Fitness- und Gesundheitstowers leitet ein hauptamtlicher Sportlehrer und Bankkaufmann.

## Angebot des TVA
Im so genannten Basisprogramm, welches das traditionelle Sportangebot zusammenfasst, werden in den unterschiedlichen Vereinsabteilungen Stunden für Erwachsene und Kinder angeboten. Das Studioangebot umfasst alle Möglichkeiten, die im Fitness- und Gesundheitsturm gestellt sind – ein komplett eingerichtetes Fitness-Studio, entsprechende Workout- und Wellness-Stunden für Erwachsene und einen Saunabereich, sowie ein riesiges Kursangebot mit 60 Kursen in der Woche für Kinder aller Altersklassen.

### Integrative Angebote
Das Angebot im Basisprogramm setzt sich zusammen aus den traditionellen Sportarten des Vereins. Zielsetzung ist hierbei zum einen der Familiensport mit Übungsstunden, in denen die ganze Familie zusammen Sport treiben kann, wie beispielsweise Taekwondo für Kinder und Erwachsene oder Familienklettern.
In den Kinderkursen werden für jede Altersstufe angemessene Bewegungsformen gefördert. Die Terminierung der Kurse ist den Schulzeiten angepasst. Schon ab drei Monate werden Babys mit einem speziellen PEKIP-Programm zur Bewegung angeleitet. Ein- bis Zweijährige können bei den Bewegungsspiel-Kursen ihr sportliches Talent testen und weiterentwickeln, gefolgt von Spielturnen, spielerischem Klettern am Geräteparcours, Musik und Bewegung, Musik und Tanz. Viele Stunden finden in Begleitung von Mutter/Vater/Oma/Opa statt.
Dem frühen Interesse zu gesunder Bewegung trägt der TVA Rechnung mit seinem eigenen Sportkindergarten „Purzelbaum“. In einer Gruppe von maximal 16 Kindern werden altersgerechte Themen (wie Zirkus, Riesen, Dschungel) in allen Bildungs- und Erziehungsbereichen kreativ umgesetzt.
Neben den regelmäßigen Programm-Angeboten finden besondere Veranstaltungen statt, an denen die ganze Familie teilnehmen kann, zum Beispiel Familienturniere im Faustball, Abteilungsolympiaden, Sommerfest, Weihnachtsfeiern der Abteilungen, Wanderungen, Fahrradtouren und Familien-Ski-Freizeit.

### Gesundheitssport
Im Basisprogramm besteht für alle Mitglieder die Möglichkeit verschiedene Übungsstunden zu besuchen. Darüber hinaus hat der Verein mit dem Bau des Fitness- und Gesundheitstowers die Voraussetzung für sein umfassendes Angebot in diesem Bereich geschaffen. Neben Aerobic finden hier Wirbelsäulenkurse, Fatburner und Bodyforming-Stunden statt. Das Fitness-Studio, welches mit Kraft- und Ausdauergeräten ausgestattet ist und durch Trainer mit fachgerechter Ausbildung betreut wir, kann zum einfachen Training oder für Präventions- und Rehasport genutzt werden.
Übungsstunden für bestimmte Problemfelder werden spezifisch und zum Teil unter ärztlicher Aufsicht durchgeführt. Der TVA arbeitet eng mit verschiedenen Krankenkassen zusammen. Sie übernehmen beispielsweise die Beiträge für verschiedene Kurse oder bezuschussen die Mitgliedschaft im Studio.
Ein weiterer Schritt im Gesundheitssport ist die spielerische Rückenschule mit Qi Gong und Taijiquan für Kinder zwischen sechs und zehn Jahren. Hier können Kinder auf spielerische Weise eine richtige Körperhaltung lernen und sich gesund bewegen. Aufgrund der Qualifikation der Übungsleiterin können auch hier Kursbestätigungen bei Krankenkassen eingereicht werden.
Das umfassende Angebot wurde schon oft gewürdigt, wie zum Beispiel durch die dem TVA verliehenen Gesundheitsiegel „Sport pro Gesundheit“ und „Pluspunkt Gesundheit“. 2004 wurde der TVA außerdem als einer der innovativsten Vereine bzgl. seines Gesundheitsangebotes ausgezeichnet.

### Fitness-Studio
Der Kraft- und Cardiobereich auf zwei Ebenen bietet optimale Bedingungen für Fitnesstraining, egal ob Ausdauer-, Kraft-, Reha- oder präventives Training. Neueste Technogym-Geräte sowie die intensive Betreuung durch qualifizierte Trainer ist vorhanden. Ein Saunabereich mit Dachterrasse bietet eine optimale Entspannung.

### Inline-Skaterhockey
Weiterhin unterhält der Verein eine Inline-Skaterhockey-Abteilung, seit 2002 spielt die 1. Herrenmannschaft in der 1. ISHD-Bundesliga Süd, ab 2012 in der eingleisigen Bundesliga. 2009 wurden sie Deutscher Pokalsieger, in den Jahren 2011 und 2012 deutscher Meister. Den bis dato größten Erfolg errangen sie durch den Gewinn des Europapokals der Vereinsmannschaften im Jahr 2013 im schweizerischen Delsberg. In der Altersklasse Junioren (U19) gewannen sie 2006 und 2007 die Deutsche Meisterschaft und 2008 den Europapokal, 2010 wurden die Schüler deutscher Meister und Vize-Pokalsieger. Der Verein stellte im Jahr 2010 mit Lukas Fettinger und Frank Kozlovsky zwei deutsche Nationalspieler, im Jahr 2011 wurde mit Andreas Fuchs ein weiterer Spieler in die Nationalmannschaft berufen. Bei der Europameisterschaft 2012 vertraten neben den vorher genannten die Spieler Simon Arzt, Benjamin Becherer und Patrick Schenk die Bundesrepublik Deutschland.

### Kooperation
In einer jährlich wiederkehrenden Aktion beteiligt sich der Turnverein an dem Jugend-Ferienprogramm der Stadt Augsburg. Angeboten wird neben Schnupperkursen im Klettern oder Bauchtanz auch ein einwöchiges Abenteuer-Sport-Camp für Kinder von 8 bis 12 Jahren. Ferner arbeitet der TVA regelmäßig mit den Sozialreferaten der Stadt Augsburg zusammen. In Kooperation mit ortsansässigen Firmen wurden hundert Familien kostenlos für ein Jahr in den Verein aufgenommen. Des Weiteren werden vom Verein Schulaktionstage, Sommerfeste und Sportaktionen für einzelne Klassen durchgeführt. Bei der Gesundheitsmesse Exposana 2005 in Augsburg stellte der TVA das gesamte sportliche Rahmenprogramm.

## Neue Wege für Sportvereine
Der TVA versucht seine Kompetenzen im Breitensport mit den Möglichkeiten eines Fitness-Studios zu verbinden. Durch diese Kombination erschließt sich der Verein jene neuen Tätigkeitsfelder, die weder durch herkömmliche Vereine noch normale Fitness-Studios abgedeckt werden. Zudem verbindet die parallele Struktur des TVA – der einerseits Verein und zugleich auch Unternehmen ist – die Vorteile beider Organisationsformen: so kann der Verein zum Beispiel weiterhin im Breitensport gemeinnützig agieren und gleichzeitig durch die Bindung an den Markt schneller auf gesellschaftliche Entwicklungen reagieren. Dies ist vor allem im Präventions- und Rehabilitationssport von großer Bedeutung. Ebenso erhält der TVA durch die unternehmerische Führung eine große finanzielle Unabhängigkeit.